# Fritz Pascoe
Fritz Pascoe (* 21. September 1899 in Mülheim an der Ruhr; † 18. Juni 1970 in Gießen) war ein im Pharmasektor tätiger deutscher Unternehmer.

## Leben

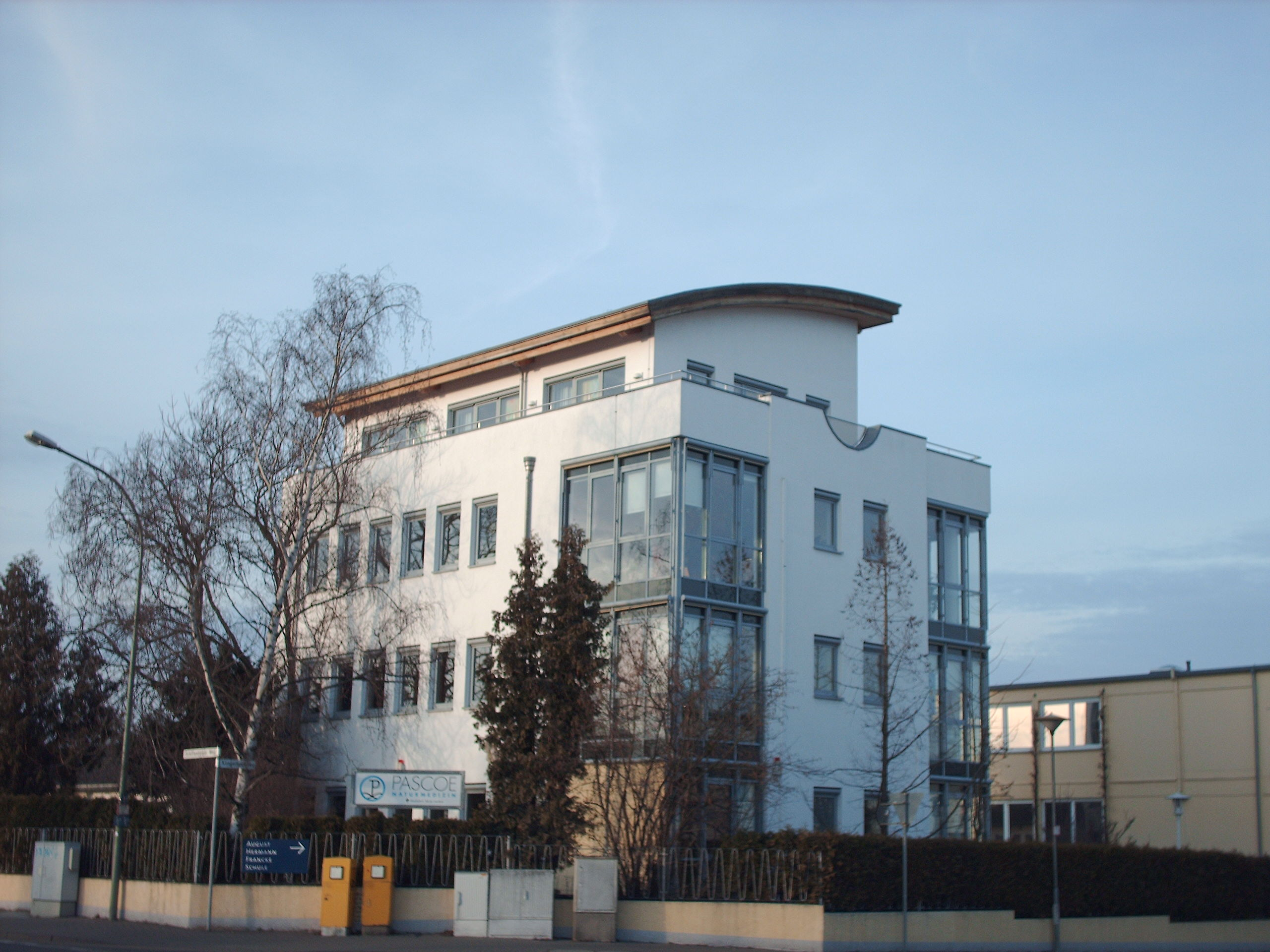
Pascoe-Firmengebäude in Gießen, Schiffenberger Weg 55

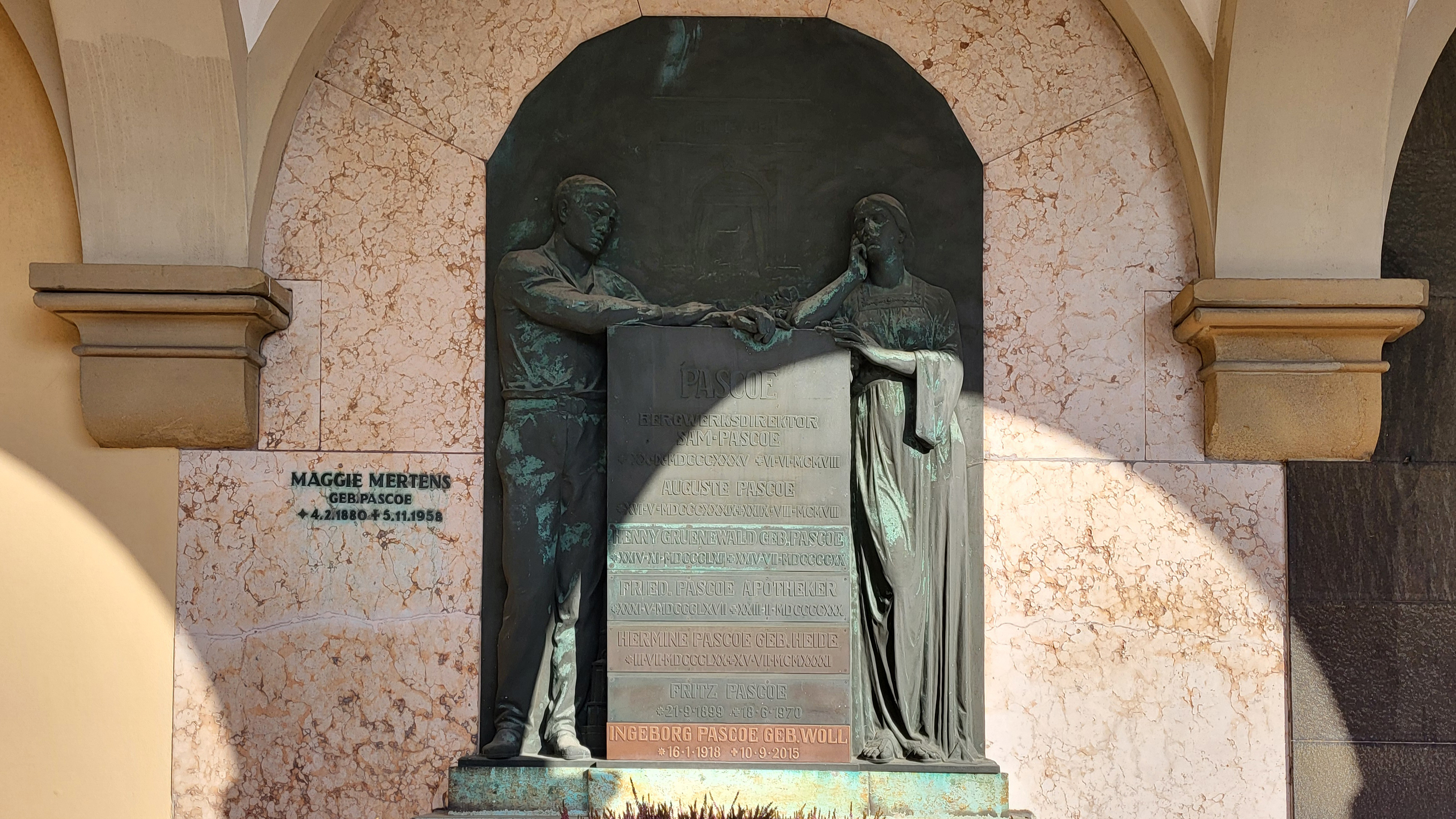
Gruft der Familie Pascoe auf dem Neuen Friedhof in Gießen, Friedhofsallee 43

Fritz Pascoe kam am 21. September 1899 in Mülheim an der Ruhr als Sohn von Friedrich Pascoe und Hermine Pascoe, geborene Heide, zur Welt. Er wurde auf den Namen Friedrich Samuel Jacob Pascoe getauft. Während des Ersten Weltkriegs wurde Fritz Pascoe direkt von der Schule abgehend Soldat. Nach Kriegsende kam er im Jahr 1919 nach Gießen. Er absolvierte eine zweijährige Lehre in einer Apotheke und bestand die pharmazeutische Vorprüfung zum Apothekerassistenten. Um wie sein Vater als Apotheker arbeiten zu können, hätte sich ein sechssemestriges Pharmaziestudium anschließen müssen, welches Fritz Pascoe jedoch nicht aufnahm. Nach dem Tod seines Vaters übernahm Fritz Pascoe im Mai 1930 die Geschäftsleitung der Firma Pascoe.
Am 12. Dezember 1931 heiratete Fritz Pascoe in Bad Nauheim Lizzie Blankenhohn (* 1909). Um die Firma breiter aufzustellen, wurden Schüßler-Salze, biochemische Salben und Naturkosmetik in das Pascoe-Lieferprogramm aufgenommen. Da alternative Heilmethoden in den 1930er Jahren hoch im Kurs standen, liefen die Geschäfte der Firma Pascoe in dieser Phase gut. Mit Beginn des Zweiten Weltkriegs änderte sich jedoch die Lage. Ab März 1943 musste das Unternehmen auf Anordnung der Reichsapothekerkammer unter dem Namen Friedrich Pascoe Pharmazeutische Präparate firmieren. Die Zahl der Pascoe-Mitarbeiter verringerte sich, auch Fritz Pascoe wurde einberufen und musste Militärdienst als Sanitäter ableisten. Im Verlauf des Luftangriffs auf Gießen am 6. Dezember 1944 wurde das damalige Pascoe-Betriebsgebäude völlig zerstört, sodass die Produktion eingestellt werden musste.
Nach seiner Scheidung heiratete Fritz Pascoe 1950 in zweiter Ehe Ingeborg Wagler, geborene Woll, die aus ihrer ersten Ehe die beiden Töchter Marion und Birgit hatte. Die pharmazeutische Industrie organisierte sich 1951 im Bundesverband der Pharmazeutischen Industrie, dem Fritz Pascoe als Gründungsmitglied beitrat. Anfang der 1950er Jahre produzierte Pascoe in der Gießener Bleichstraße 7 mit etwa 15 Mitarbeitern phytotherapeutische Spezialitäten und homöopathische Komplexmittel. 1952 fand der Umzug an den heutigen Firmenstandort am Gießener Schiffenberger Weg 55 (⊙) statt. 1956 brachte Ingeborg Pascoe den gemeinsamen Sohn Jürgen Pascoe zur Welt.
1961 erfolgte die Gründung einer wissenschaftlichen Abteilung, um die Entwicklung und Prüfung von Präparaten auf eine sichere Basis zu stellen. 1969 beschäftigte die Firma Pascoe rund 100 Mitarbeiter und Mitarbeiterinnen.
Fritz Pascoe war in Schwimmsport-Kreisen weit über die Grenzen Gießens bekannt. Als Wasserballer und Brustschwimmer errang er zahlreiche Erfolge für den Gießener Schwimmverein. Sein größter sportlicher Erfolg war 1926 der zweite Platz beim 200-m-Brustschwimmen während der Deutschen Kampfspiele in Köln hinter dem damaligen deutschen Schwimmsport-Idol Erich Rademacher. Aufgrund dieser Platzierung wurde er in den deutschen Olympiakader für die Olympischen Sommerspiele 1928 in Amsterdam berufen. Als Schwimmwart des Gießener Schwimmvereins teilte er viele Jahre die Trainingsgruppen ein und plante gemeinsam mit den Vereinstrainern die Wettkampfteilnahmen der Schwimmsportler.
Fritz Pascoe setzte sich außerdem maßgeblich für den Aufbau des DLRG-Bezirks Oberhessen ein und fungierte in den Jahren 1927 bis 1933 als dessen Vorsitzender.
Fritz Pascoe starb im Juni 1970. Beigesetzt wurde er in der Familiengruft der Familie Pascoe, die sich auf dem Gießener Neuen Friedhof (Rodtberg) im östlichen Innenhof-Säulengang des Gebäudekomplexes am Friedhofseingang befindet. Fritz Pascoes Witwe Ingeborg Pascoe (* 16. Januar 1918; † 10. September 2015) übernahm die Leitung des Unternehmens. Unterstützt wurde sie durch ihre Tochter, Birgit Wilrich, die als promovierte Pharmazeutin die Verantwortung für die Bereiche Fertigung und Qualitätskontrolle übernahm. 1974 erzielte die Firma Pascoe mit 85 Mitarbeitern einen Jahresumsatz von rund 6 Millionen DM.